# 비암사
비암사(碑巖寺)는 세종특별자치시 전의면 다방리 운주산에 있는, 대한불교조계종 제6교구 본사인 마곡사의 말사이다. 삼국시대에 창건된 절이라 전한다.

## 연혁
비암사는 통일신라 말 도선국사가 창건했다는 설이 있었으나 통일신라 초기인 673년에 백제의 유민인 혜명법사가 전씨 등의 도움을 받아 창건했다는 설이 유력하다. 이는 1960년 경내 삼층석탑 위에서 발견된 계유명전씨아미타불비상(국보 제60호)에 쓰여진 '계유명 혜명대사'라는 명문에 근거한 것인데, 이 석불비상에는 백제왕과 대신, 그리고 칠세 부모의 영혼을 빌어주기 위하여 절을 짓고, 불상을 만들어 시납하였음이 기록되어 있다.

## 관련 문화재
- 계유명전씨아미타불비상 - 국보 제106호 (국립청주박물관 소장)
- 기축명아미타불비상 - 보물 제367호 (국립청주박물관 소장)
- 전의 비암사 극락보전 - 세종특별자치시 유형문화재 제1호 (비암사 소장)
- 전의 비암사 삼층석탑 - 세종특별자치시 유형문화재 제3호 (비암사 소장)
- 전의 비암사 영산회괘불탱화 - 세종특별자치시 유형문화재 제12호 (비암사 소장)
- 전의 비암사 소조아미타여래좌상 - 세종특별자치시 유형문화재 제13호 (비암사 소장)